# Dark Love EP
Dark Love EP è il terzo EP del rapper italiano Shiva, pubblicato il 24 giugno 2022 dalla Jive Records e dalla Sony Music.

## Tracce
1. Sei qui – 2:26
2. Tanti cuori – 2:43
3. Niente da perdere – 2:46
4. X sempre – 3:25
5. Mujer (feat. Madame) – 2:41
6. Pensando a lei – 2:56
7. Cose che non ho – 2:36

Traccia bonus nella riedizione
1. Regina del Block – 3:18

## Classifiche

### Classifiche settimanali
| Classifica (2022) | Posizione massima |
| ----------------- | ----------------- |
| Italia            | 2                 |

### Classifiche di fine anno
| Classifica (2022) | Posizione |
| ----------------- | --------- |
| Italia            | 65        |